# Benedetto XIV (antipapa Jean Carrier)
Benedetto XIV, nato Jean Carrier (Rouergue, ... – Foix, 1437 circa), è stato antipapa dal 1430 al 1437.
La sua vicenda è strettamente legata a quella di Bernard Garnier, il precedente antipapa, di cui avrebbe assunto lo stesso nome.

## Biografia
Al termine dello Scisma d'Occidente il Concilio di Costanza proclamò pontefice Martino V pretendendo la rinuncia al papato dell'antipapa Benedetto XIII, dopo che Gregorio XII e l'antipapa Giovanni XXIII si erano già ritirati. Benedetto XIII, continuando a considerarsi il papa legittimo, si ritirò in un castello sulla costa di Valencia, dove, prima della sua morte, avvenuta nel 1423, nominò alcuni cardinali fedeli per assicurare la successione. Tre di questi cardinali, alla sua morte, elessero come successore l'antipapa Clemente VIII. Jean Carrier, che era uno dei cardinali nominati da Benedetto XIII, era però molto lontano, nella contea di Armagnac, come vicario generale dello stesso Benedetto XIII. Riunitosi ai suoi colleghi il 12 novembre 1425, dopo un prolungato esame, ritenne illegittima questa elezione per simonia e irregolarità varie e, agendo in maniera unilaterale, elesse papa l'arcidiacono della cattedrale di Rodez, Bernard Garnier, cui impose il nome di Benedetto XIV.
Garnier rimase all'oscuro per diverso tempo della sua elezione e Carrier lo definì come il papa nascosto quando, nel gennaio 1427, rivelò la sua esistenza al Conte Giovanni IV d'Armagnac; tale segretezza serviva a proteggere l'inconsapevole papa da Clemente VIII. L'ultima notizia certa di Garnier come antipapa risale al 1429, quando, in una lettera inviata da Giovanni IV d'Armagnac a Giovanna d'Arco, egli disse che solo Carrier conosceva la vera residenza di Benedetto XIV. Questo è l'unico documento che lo cita col nome di "Benedetto XIV". Quando la notizia della sua elezione venne fuori ne nacque un grande scandalo, in seguito al quale Garnier dovette difendersi dall'accusa di essere a capo di una chiesa scismatica e fuggì per salvarsi la vita, mentre Carrier venne fatto prigioniero da Clemente VIII, il quale, forse, cercò inutilmente di farsi rivelare dal prigioniero il nascondiglio del "rivale" Benedetto XIV.
Nel 1430, in seguito all'abdicazione di Clemente VIII del 26 luglio 1429, Carrier, dopo essere stato liberato dall'ormai ex antipapa Clemente VIII, fu eletto papa da Jean Farald, che alcune fonti dicono essere l'unico cardinale nominato da Garnier-Benedetto XIV, ma è improbabile che Garnier abbia nominato cardinali; è più probabile che Farald fosse un altro degli pseudo-cardinali nominati a suo tempo da Benedetto XIII e che abbia aiutato Carrier già nell'elezione di Garnier.
Carrier assunse il nome di Benedetto XIV, lo stesso che proprio lui aveva imposto al suo "predecessore" Garnier. Non si capisce perché il Carrier riprese lo stesso ordinale dato a Garnier, se non con la volontà di sconfessare la sua "creatura", forse in seguito a un suo ripensamento sull'idoneità dell'eletto, in quanto Garnier non aveva mai accettato la carica e, una volta uscito di scena Clemente VIII, di lui non c'era più bisogno. Di fatto Benedetto XIV non era mai esistito e Clemente VIII, fino alla sua abdicazione, era stato l'unico papa della Linea di Avignone, quindi era logico che un successore di Clemente VIII di nome Benedetto riprendesse il numerale XIV.
Poco dopo essere divenuto papa, tuttavia, Carrier cadde di nuovo prigioniero, stavolta delle milizie che nel sud della Francia sostenevano Martino V. Carrier, quantunque in cattività, fu considerato papa dai suoi sostenitori fino al 1437, anno in cui è possibile che sia morto.
Stando così le cose, la successione degli antipapi scismatici della linea d'Avignone, escludendo Garnier che di fatto non fu mai Benedetto XIV (se non nella fantasia di Carrier), è:
- Clemente VII - Roberto dei Conti di Ginevra (1378-1394)
- Benedetto XIII - Pedro Martinez de Luna y Gotor (1394-1423)
- Clemente VIII - Gil Sanchez de Muñoz (1423-1429)
- Benedetto XIV - Jean Carrier (1430-1437)